# توت‌خوار نیلی
توت‌خوار نیلی (نام علمی: Dacnis hartlaubi) نام گونه‌ای از سرده توت‌خوار است.